# Тетрасульфид ванадия
Тетрасульфид ванадия — неорганическое соединение
ванадия и серы с формулой VS4,
чёрные кристаллы.

## История
Тетрасульфид ванадия впервые был открыт Хьюиттом и Браво в 1906 году и впервые опубликован в 1907 году Хилльбрандом.

## Получение
- В природе встречается минерал патронит — VS4 с примесями.

- Реакция чистых веществ с небольшим избытком серы:

{\displaystyle {\mathsf {V+4S\ {\xrightarrow {400^{o}C}}\ VS_{4}}}}

## Физические свойства
Тетрасульфид ванадия образует чёрные диамагнитные кристаллы.
Пространственная группа С12/с1. Сингония моноклинная, призматический вид симметрии.
Элементарная ячейка: a = 6.78, b = 10.42, c = 12.11, углы α=90.00, β=110.8250, γ=90.00.
Имеет линейную цепочечную структуру.

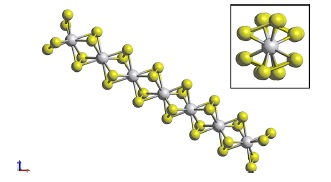
Цепочечная структура VS4